# Nothofagus stylosa
Nothofagus stylosa Steenis – gatunek rośliny z rodziny bukanowatych (Nothofagaceae). Występuje naturalnie na Nowej Gwinei. 

## Morfologia
PokrójZimozielone drzewo dorastające do 30–40 m wysokości.
OwoceOrzechy osadzone po jednym w kupulach. Kupule powstają ze zrośnięcia dwóch liści przykwiatowych.
Gatunki podobneRoślina jest podobna do gatunku N. flaviramea, ale różni się osiąganymi rozmiarami, a także owocami.

## Biologia i ekologia
Rośnie w lasach zrzucających liście. Występuje na wysokości od 2700 do 3100 m n.p.m.

## Ochrona
W Czerwonej księdze gatunków zagrożonych został zaliczony do kategorii VU – gatunków narażonych na wyginięcie.